# Tyler Miller
Tyler Miller (Woodbury, 1993. március 12. –) amerikai korosztályos válogatott labdarúgó, a DC United kapusa.

## Pályafutása

### Klubcsapatokban
Miller a New Jersey állambeli Woodbury városában született.
2015-ben mutatkozott be a német Zweibrücken felnőtt keretében. 2015-ben az észak-amerikai első osztályban szereplő Seattle Sounders, míg 2018-ban a Los Angeles szerződtette. 2020-ban a Minnesota Unitedhez igazolt. 2020. március 2-án, a Portland Timbers ellen idegenben 3–1-es győzelemmel zárult mérkőzésen debütált. 2022. november 23-án kétéves szerződést kötött a DC United együttesével.

### A válogatottban
Miller két mérkőzés erejéig tagja volt az amerikai U23-as válogatottnak.

## Statisztikák
2022. szeptember 1. szerint
| Klub             | Szezon   | Osztály  | Bajnokság | Bajnokság | Kupa  | Kupa | Nemzetközi | Nemzetközi | Összesen | Összesen |
| Klub             | Szezon   | Osztály  | Meccs     | Gól       | Meccs | Gól  | Meccs      | Gól        | Meccs    | Gól      |
| ---------------- | -------- | -------- | --------- | --------- | ----- | ---- | ---------- | ---------- | -------- | -------- |
| Seattle Sounders | 2016     | MLS      | 1         | 0         | 3     | 0    | —          | —          | 4        | 0        |
| Seattle Sounders | 2017     | MLS      | 2         | 0         | 2     | 0    | —          | —          | 4        | 0        |
| Seattle Sounders | Összesen | Összesen | 3         | 0         | 5     | 0    | 0          | 0          | 8        | 0        |
| Los Angeles      | 2018     | MLS      | 34        | 0         | 4     | 0    | —          | —          | 38       | 0        |
| Los Angeles      | 2019     | MLS      | 30        | 0         | 0     | 0    | —          | —          | 30       | 0        |
| Los Angeles      | Összesen | Összesen | 64        | 0         | 4     | 0    | 0          | 0          | 68       | 0        |
| Minnesota United | 2020     | MLS      | 8         | 0         | 0     | 0    | —          | —          | 8        | 0        |
| Minnesota United | 2021     | MLS      | 30        | 0         | 0     | 0    | —          | —          | 30       | 0        |
| Minnesota United | 2022     | MLS      | 3         | 0         | 2     | 0    | —          | —          | 5        | 0        |
| Minnesota United | Összesen | Összesen | 41        | 0         | 2     | 0    | 0          | 0          | 43       | 0        |
| Összesen         | Összesen | Összesen | 108       | 0         | 11    | 0    | 0          | 0          | 129      | 0        |

## Sikerei, díjai
Seattle Sounders
- MLS
  - Bajnok (1): 2016

Egyéni
- MLS All-Stars: 2023